# Tähtivaeltaja
Tähtivaeltaja (bokstavligt översatt stjärnvandrare) är en finländsk science fiction-tidskrift som ges ut av Helsingin science fiction seura. Toni Jerrman har varit tidskriftens redaktör under större delen av dess levnad. Utöver science fiction innehåller innehåller tidskriften bland annat skräck, serier och texter om rockmusik.